# Municipio de Williamsfield
El municipio de Williamsfield (en inglés: Williamsfield Township) es un municipio ubicado en el condado de Ashtabula en el estado estadounidense de Ohio. En el año 2010 tenía una población de 1645 habitantes y una densidad poblacional de 24,87 personas por km².

## Geografía
El municipio de Williamsfield se encuentra ubicado en las coordenadas 41°32′18″N 80°33′39″O / 41.53833, -80.56083. Según la Oficina del Censo de los Estados Unidos, el municipio tiene una superficie total de 66.15 km², de la cual 64,28 km² corresponden a tierra firme y (2,83 %) 1,87 km² es agua.

## Demografía
Según el censo de 2010, había 1645 personas residiendo en el municipio de Williamsfield. La densidad de población era de 24,87 hab./km². De los 1645 habitantes, el municipio de Williamsfield estaba compuesto por el 96,66 % blancos, el 1,34 % eran afroamericanos, el 0,18 % eran amerindios, el 0,36 % eran asiáticos, el 0,12 % eran de otras razas y el 1,34 % eran de una mezcla de razas. Del total de la población el 0,49 % eran hispanos o latinos de cualquier raza.